# L'Isle-Jourdain (Gers)
L'Isle-Jourdain é uma comuna francesa na região administrativa da Occitânia, no departamento de Gers. Estende-se por uma área de 70.48 km², e possui 8.961 habitantes, segundo o censo de 2018, com uma densidade de 130 hab/km².